# 出没!!おもしろMAP
『出没!!おもしろMAP』（しゅつぼつおもしろマップ）は、1977年10月9日から1979年3月28日までテレビ朝日で放送された情報バラエティ番組である。フルハウス（現：ハウフルス）共同制作。森永製菓の一社提供。

## 概要
静から動へ、見る側から参加する立場へ志向するヤング世代を中心に、「若者」「ファッション」「遊び」の3要素を織り込んだルポルタージュ・バラエティ。
清水國明・クーコ夫妻が東京の様々な場所に行き、情報を目撃する番組で、何より「ムキムキマン」というキャラクターを産んだ番組として知られている。

## 放送時間
| 放送期間                     | 放送時間（JST）   |
| ---------------------------- | ----------------- |
| 1977年10月9日～1978年3月26日 | 日曜16:30 - 17:00 |
| 1978年4月2日～1979年3月28日  | 日曜15:00 - 15:30 |

※スポーツ中継などで放送枠がずれる事が有る。

## 出演者
- 清水國明
- 清水クーコ
- ムキムキマン

## テーマソング
演奏：Char

## 挿入歌
「ムキムキマンのエンゼル体操」
- 作詞：景山民夫／作編曲：小坂忠／歌：かたせ梨乃&カツヤクキン／口上：清水國明、清水クーコ